# Софија Тарасова
Софија Тарасова (укр. Софія Тарасова; 31. март 2001) украјинска је дечја певачица и глумица.
Софија Тарасова је рођен 31. марта 2001. у Кијеву, главном граду Украјине. 
Тарасова је као дете јако волела певати. Почела је певати када је имала две и по године. Када је имала четири године, примљена је на Академију уметности, где је студирала музику, плес и уметност. Она је талентовани сликар као и певач.